# Nam, Ích Dương
Nam (chữ Hán giản thể: 南县) là một huyện thuộc địa cấp thị Ích Dương, tỉnh Hồ Nam, Cộng hòa Nhân dân Trung Hoa. Huyện này có diện tích 1.321 km², dân số 669.500 người. Mã số bưu chính là 4132xx, mã vùng điện thoại là 0737. Chính quyền huyện đóng ở trấn Nam Châu. Về mặt hành chính, huyện này được chia thành 7 trấn, 13 hương.
- Trấn: Nam Châu, Hán Diếu, Tam Tiên Hồ, Hoa Các, Mao Thảo Nhai, Minh Sơn Đầu và Vũ Thánh Cung.
- Hương: Bát Bách Cung, Tam Xá Hà, Hạ Sài Thị, Trung Ngư Khẩu, Ô Chủy, Bắc Hà Khẩu, Sa Cảng Thị, Mục Lộc Hồ, Hà Khẩu, Hà Hoa Chủy, Lãng Bạt Hồ, Ma Hà Khẩu và Du Cảng.